# Horst Steinkühler
Horst Steinkühler (né le 17 octobre 1936 à Oerlinghausen) est un homme politique allemand (SPD) et ancien membre du Landtag de Rhénanie-du-Nord-Westphalie.

## Biographie
Après avoir étudié à l'école primaire, Steinkühler complète un apprentissage de tisserand de 1951 à 1953 puis exerce cette profession, à partir de 1963 comme contremaître industriel. De 1966 à 1980, il travaille comme gardien au Städtisches Gymnasium Oerlinghausen (plus tard le Niklas Luhmann Gymnasium).
En 1957, Steinkühler rejoint le SPD. Il est actif dans de nombreux organes du parti, par exemple de 1981 à 1992 en tant que président du sous-district SPD de Lippe. De 1951 à 1965, il est membre du Syndicat du vêtement textile et depuis 1966 membre du Syndicat des services publics, des transports et de la circulation (à partir de 2001 Union des services unis).

## Politique
Du 29 mai 1980 au 1er juin 2000, Horst Steinkühler est membre du Landtag de Rhénanie-du-Nord-Westphalie. Il est élu directement quatre fois de suite dans la 113e circonscription (Lippe I). Durant la 10e et 11e législature, il est vice-président de la commission de l'alimentation et du bien-être animal et de la commission de l'agriculture, des forêts et de la conservation de la nature et lors de la 12e législature, il est vice-président de la commission des pétitions.
De 1984 à 1996, il est membre du conseil municipal d'Oerlinghausen avec une brève interruption et de 1984 à 1989 maire honoraire de la ville.

## Honneurs
En 1997, Horst Steinkühler reçoit l'ordre du Mérite de la République fédérale d'Allemagne. Le prix Horst Steinkühler porte son nom, que l'association locale SPD Oerlinghausen décerne chaque année depuis 2000 à des personnalités qui se distinguent par leur engagement social exceptionnel.